# Partecosta veliae
Partecosta veliae é uma espécie de gastrópode do gênero Partecosta, pertencente a família Terebridae.